# Římskokatolická farnost Koštice nad Ohří
Římskokatolická farnost Koštice nad Ohří (lat. Koschticium) je církevní správní jednotka sdružující římské katolíky na území obce Koštice a v jejím okolí. Organizačně spadá do litoměřického vikariátu, který je jedním z 10 vikariátů litoměřické diecéze. Centrem farnosti je kostel sv. Antonína Paduánského v Košticích.

## Historie farnosti
První zmínka o farní lokalitě pochází z roku 1396. Od roku 1787 zde byla lokálie a od téhož roku jsou také vedeny matriky. Farnost byla zřízena v roce 1856.

### Duchovní správcové vedoucí farnost
Začátek působnosti jmenovaného v duchovní správě farnosti od roku:
- 14. 2. 1787 cap. loc. Wolffgang Wameser
- 1790 cap. loc. Carol. Foita
- 1796 cap. loc. Anton. Polenský
- 1799 cap. loc. Laur. Hickisch
- 1809 cap. loc. Math. Hassek
- 1813 cap. loc. Thaddaeus Fehdrich
- 1815 cap. loc. Josef Gewinner, n. 30. 1. 1782 Prag, o. 8. 9. 1805
- 1825 cap. loc. Josef Schorzalek, n. 15 .9. 1788 Neprobilicens., o. 17. 8. 1812
- 1847 cap. loc. vacat, admin. Jos. Hlawáč
- 1848 cap. loc. Josef Hochmann, n. 27. 2. 1803 Nadežeradec., o. 20. 8. 1827
- 1854 chybí katalog
- 1855 cap. loc. Vojtěch Zuman, n. 15. 4. 1792 Bělens., o. 15. 10. 1814, † 5. 2. 1873 Chorušice
- 1856 proto. par. (1. farář) Vojtěch Zuman, n. 15. 4. 1792 Bělens., o. 15. 10. 1814, † 5. 2. 1873 Chorušice
- 1864 chybí katalog
- 1865 Franc. Xaver Schlesinger, n. 31. 5. 1830 Kleinskal, o. 25. 7. 1852
- 1873 par. vacat, admin. int. Franc. Rychter
- 1874 Franc. Rošický, n. 14. 2. 1837 Sedlic., o. 28. 7. 1861
- 1877 par. vacat, admin. int. Anastas. Ant. Runza O.Praem.
- 1878 Car. Král, n. 25. 12. 1842 Malechov, o. 15. 7. 1866
- 1880 par. vacat, admin. int. Godefried. Handl O.Praem.
- 1. 12. 1880 Eduard. Sturm, n. 2. 4. 1844 Welmschloss. o. 25. 7. 1868, † 11. 2. 1885
- 25. 6. 1885 Josef Trykar, n. 8. 2. 1847 Klobuky, o. 10. 7. 1870
- 14. 7. 1889 Joann. N. Karel, n. 20. 5. 1846 Plzeň, o. 13. 7. 1873, † 9. 6. 1926
- 1. 12. 1909 Josef Honzík, n. 2. 9. 1874 Radobšice, o. 17. 7. 1898
- 1. 10. 1915 Venc. Tobolka, n. 25. 9. 1874 Backov (M), o. 15. 7. 1900
- 1. 10. 1926 par. vacat, admin. excurr. Jos. Brunclík
- 31. 1. 1927 Anton. Ksandr, n. 10. 6. 1888 Dubno, o. 4. 7. 1915, † 11. 10. 1949
- 1. 11. 1930 par. vacat, admin. excurr. Josef Brunclík
- 1. 6. 1931 par. vacat, admin. excurr. Václav Slavík
- 1. 5. 1939 Wenc. Tangl, n. 22. 9. 1875 Lissa, o. 29. 6. 1902
- 1. 5. 1946 Ivan Karkoška O.Praem.
- 18. 1. 1963 Václav Lochman
- 1. 1. 1983 Václav Klusoň
- 1. 6. 1990 Jan Křížek SDB
- 1. 8. 1992 Jiří Voleský, admin. exc. z Libochovic
- 1. 9. 1996 Józef Szeliga, admin. exc. z Libochovic
- 2011 Petr Kubíček, admin. exc. z Libochovic
- 2013 Józef Szeliga, admin. exc. z Litoměřic
- 1. 3. 2014 Wojciech Szostek, admin. exc. z Libochovic[3]
- 1. 10. 2023 Lukáš Hrabánek, admin. exc. z Libochovic[4]

Kromě kněží stojících v čele farnosti, působili ve farnosti v průběhu její historie i jiní kněží. Většinou pracovali jako farní vikáři, kaplani, katecheté, výpomocní duchovní aj.

## Území farnosti
Do farnosti náleží území těchto obcí:
- Koštice (Koschtitz[p 2])
- Vojnice (Grosswunitz[p 2])
- Želevice (Schelewitz[p 2])

## Římskokatolické sakrální stavby na území farnosti
| | Fotografie | Stavba                          | Místo    | Bohoslužby                      | Zeměpisné souřadnice             | Status       | Číslo kulturní památky           |
| Kostel | Kostel     | Kostel                          | Kostel   | Kostel                          | Kostel                           | Kostel       | Kostel                           |
| --- | ---------- | ------------------------------- | -------- | ------------------------------- | -------------------------------- | ------------ | -------------------------------- |
| 1. |            | Kostel sv. Antonína Paduánského | Koštice  | bližší informace o bohoslužbách | 50°24′10″ s. š., 13°56′28″ v. d. | farní kostel | 43271/5-1189 (Pk•MIS•Sez•Obr•WD) |
| Kaple |            |                                 |          |                                 |                                  |              |                                  |
| 2. |            | Kaple sv. Václava               | Želevice | bližší informace o bohoslužbách | 50°23′45″ s. š., 13°57′5″ v. d.  | kaple        | —                                |
| 3. |            | Kaple Andělů Strážných          | Vojnice  | bohoslužby příležitostně        | 50°25′23″ s. š., 13°56′32″ v. d. | obecní kaple | —                                |
| Některé drobné sakrální stavby a pamětihodnosti lze dohledat zde v databázi Drobné sakrální památky Zaniklé sakrální stavby lze dohledat zde v databázi Poškozené a zničené kostely, kaple a synagogy v České republice |            |                                 |          |                                 |                                  |              |                                  |

Ve farnosti se mohou nacházet i další drobné sakrální stavby, místa římskokatolického kultu a pamětihodnosti, které neobsahuje tato tabulka.

## Příslušnost k farnímu obvodu
Z důvodu efektivity duchovní správy byl vytvořen farní obvod (kolatura) farnosti Libochovice, jehož součástí je i farnost Koštice nad Ohří, která je tak spravována excurrendo.

## Galerie

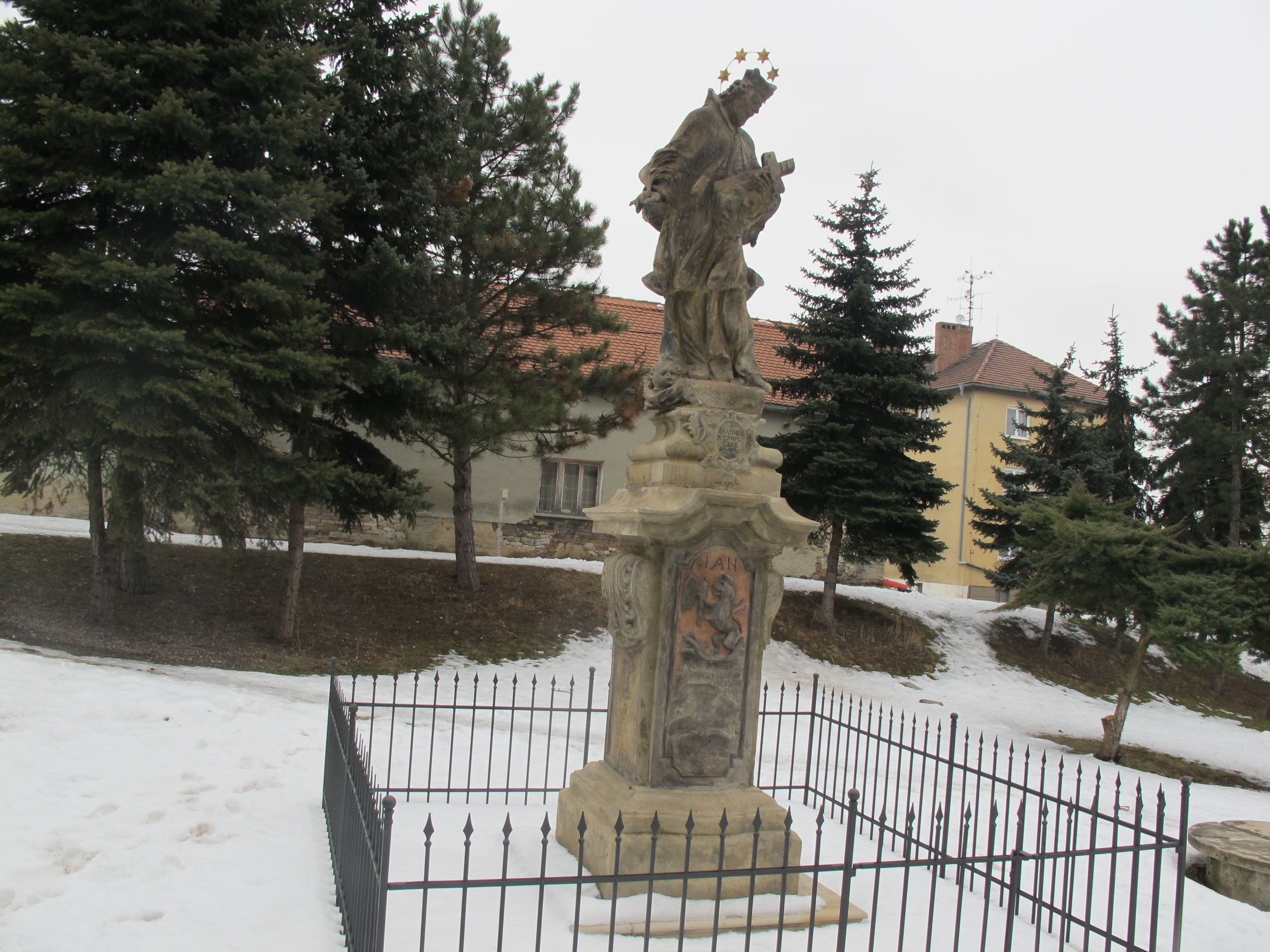
Socha sv. Jana Nepomuckého, Koštice
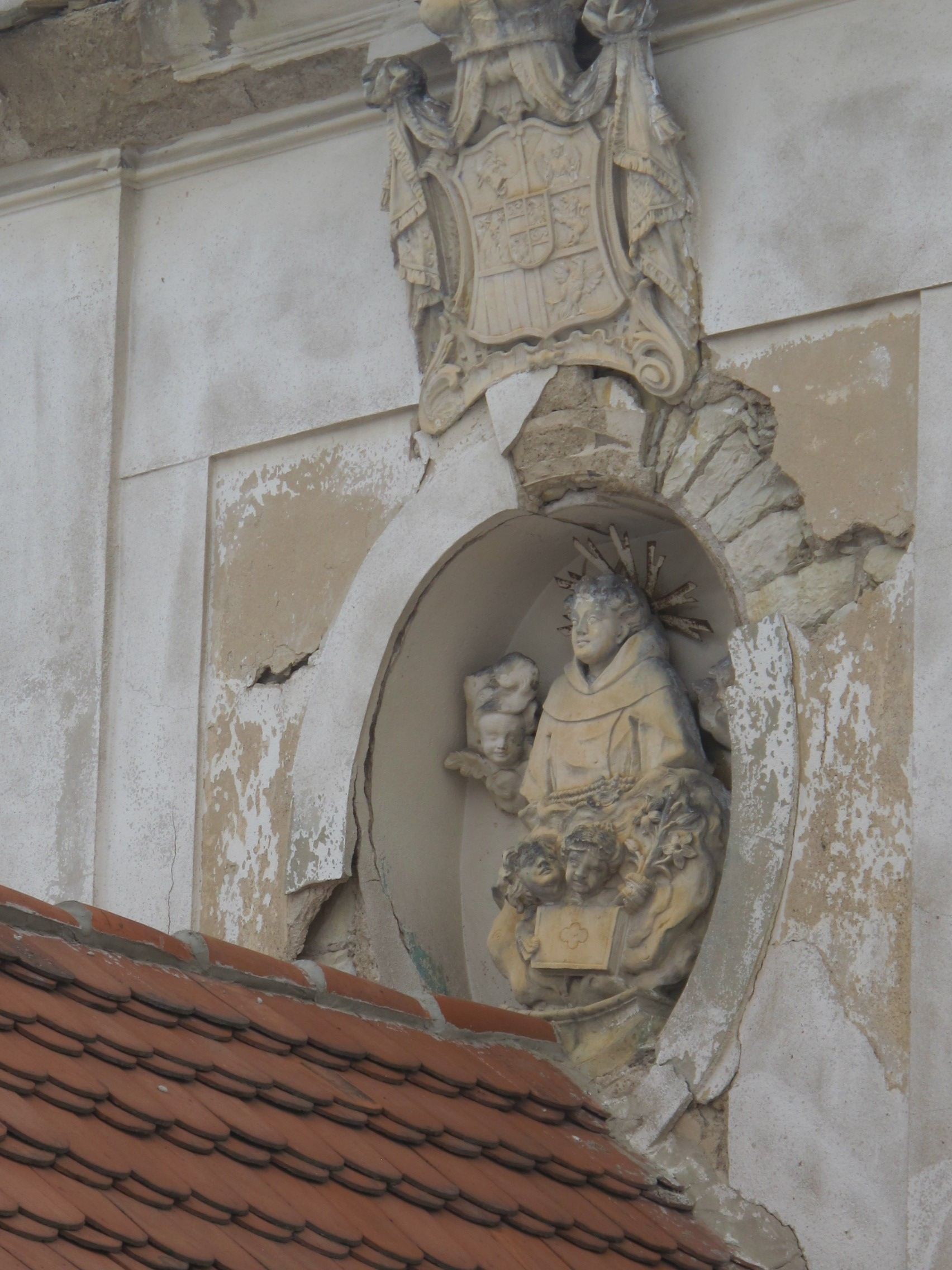
Plastika s erbem na fasádě kostela v Košticích
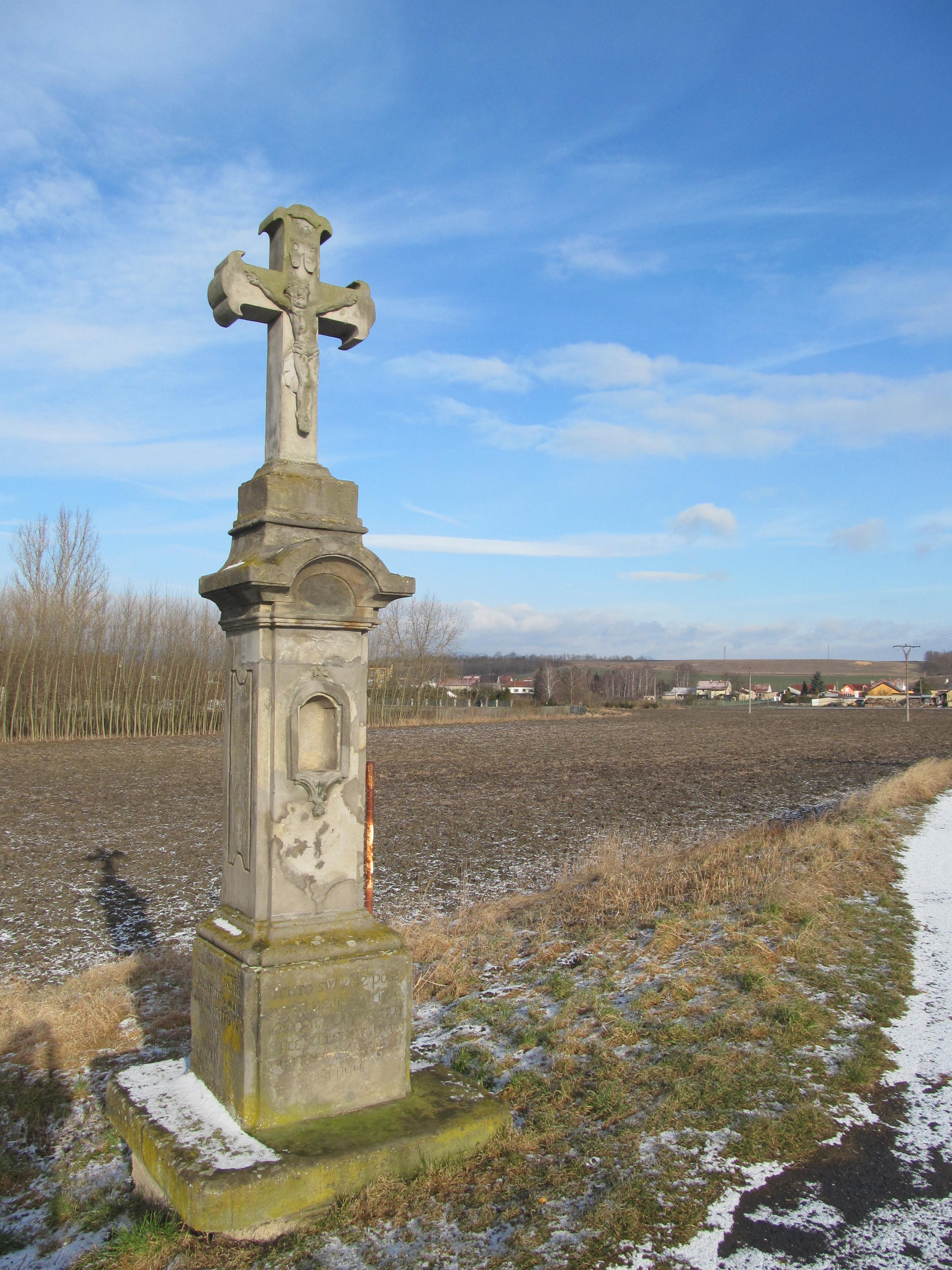
Křížek z roku 1834 u Želevic
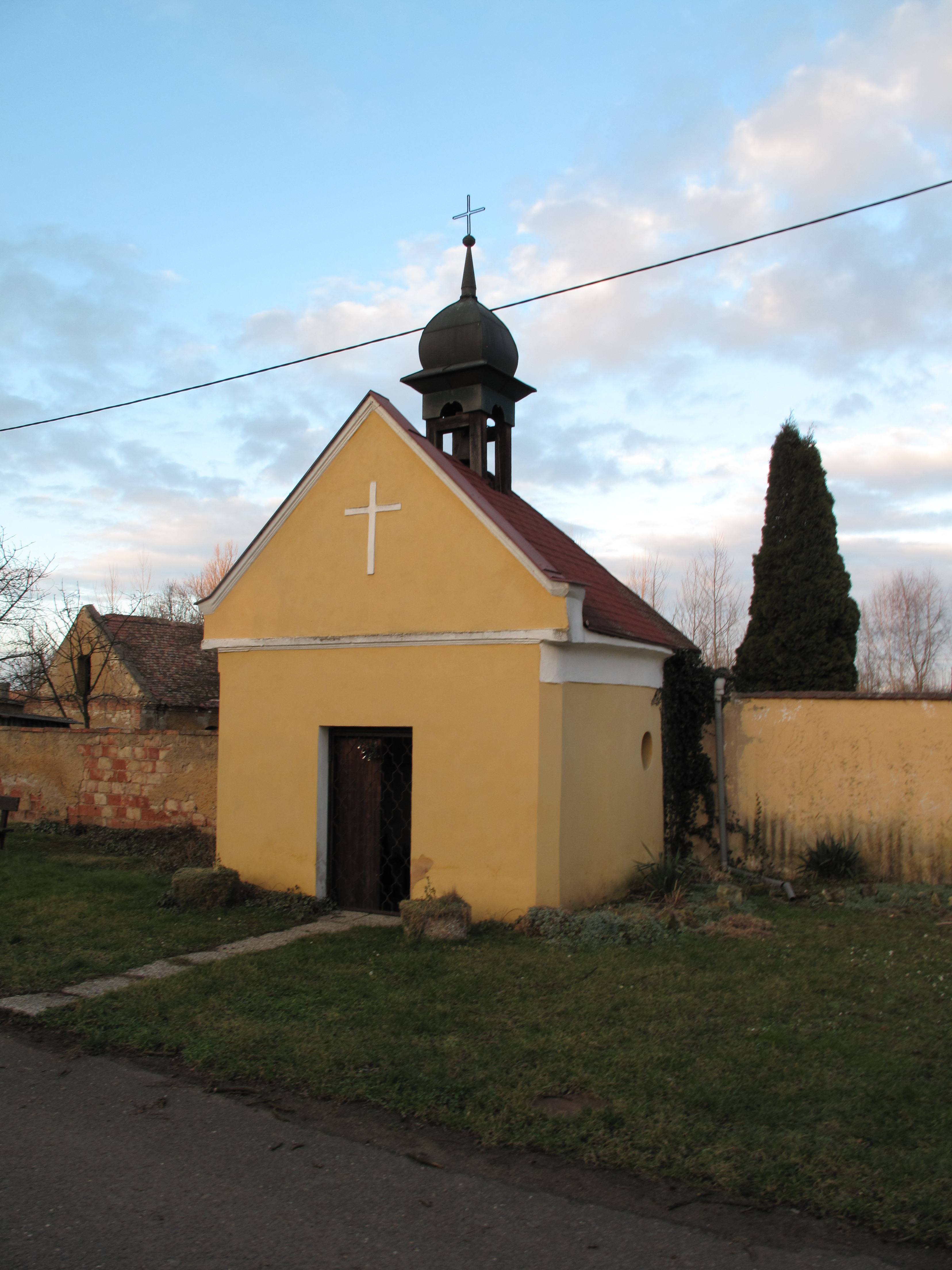
Kaple sv. Václava v Želevicích